# Ben Daniels
Ben Daniels (Nuneaton, 10 giugno 1964) è un attore inglese.

## Biografia
Inizia la sua attività nel 1987, interpretando ruoli televisivi e cinematografici. Si distingue nel cinema nel 1997 per aver interpretato il ruolo di Augustin Robert nel film Passione nel deserto, insolita sceneggiatura all'interno della quale il personaggio vive una effettiva storia d'amore con una femmina di leopardo. Nel 1998 è Leopold in Madeline - Il diavoletto della scuola, nel 2015 veste i panni di Paul Greyson nella miniserie americana Flesh and Bone. Nel 2016 è protagonista nel ruolo di Padre Marcus Keane della serie di successo The Exorcist, liberamente ispirata al pluripremiato film del 1973.

## Vita privata
Dal 1993 ha avuto una relazione con l'attore Ian Gelder, morto nel 2024.

## Filmografia parziale

### Cinema
- Beautiful Thing, regia di Hettie MacDonald (1996)
- Passione nel deserto (Passion in the Desert), regia di Lavinia Currier (1997)
- Madeline - Il diavoletto della scuola (Madeline), regia di Daisy von Scherler Mayer (1998)
- Doom, regia di Andrzej Bartkowiak (2005)
- Il cacciatore di giganti (Jack the Giant Slayer), regia di Bryan Singer (2013)
- Locke, regia di Steven Knight (2013)
- Rogue One: A Star Wars Story, regia di Gareth Edwars (2016)
- L'amore oltre la guerra (The Exception), regia di David Leveaux (2016)
- Captive State, regia di Rupert Wyatt (2019)
- Benediction, regia di Terence Davies (2021)

### Televisione
- Davide – miniserie TV (1997)
- Aristocrats – serie TV, 5 episodi (1999)
- Conspiracy - Soluzione finale (Conspiracy) regia di Frank Pierson – film TV (2001)
- Miss Marple (Agatha Christie's Marple) – serie TV, episodio 1x03 (2004)
- Spooks – serie TV, episodio 4x8 (2005)
- Law & Order: UK – serie TV, 26 episodi (2009-2010)
- The Last Days of Lehman Brothers, regia di Michael Samuels – film TV (2009)
- Merlin – serie TV, episodi 4x12-4x13 (2011)
- The Paradise – serie TV, 8 episodi (2012-2013)
- House of Cards - Gli intrighi del potere (House of Cards) – serie TV, 7 episodi (2013-2014)
- Jamaica Inn – serie TV, 3 episodi (2014)
- Flesh and Bone – miniserie TV, 8 puntate (2015)
- The Hollow Crown – serie TV, 2 episodi (2016)
- The Exorcist – serie TV, 20 episodi (2016-2017)
- The Crown – serie TV, 8 episodi (2019)
- Jupiter's Legacy – serie TV, 8 episodi (2021)
- Fondazione (Foundation) – serie TV, 8 episodi (2023)
- Intervista col vampiro (Interview with the Vampire) – serie TV (2024)
- Il Signore degli Anelli - Gli Anelli del Potere (The Lord of the Rings: The Rings of Power) – serie TV, episodi 2x01-2x02 (2024)

## Teatro (parziale)
- Il racconto d'inverno di William Shakespeare. Birmingham Repertory Theatre di Birmingham (1986)
- Elettra di Euripide. Leicester Theatre di Leicester (1986)
- Tutto è bene quel che finisce bene di William Shakespeare. Leicester Theatre di Leicester (1987)
- Bent di Martin Sherman. Teatro Adelphi di Londra (1989)
- Orgoglio e pregiudizio da Jane Austen. Royal Exchange Theatre di Manchester (1991)
- Entertaining Mr Sloane di Joe Orton. Greemwhich Theatre di Londra (1993)
- Aspettando Godot di Samuel Beckett. Lyric Theatre di Londra (1994)
- Come vi piace di William Shakespeare. Crucible Theatre di Sheffield (1999), Lyric Theatre di Londra (2000)
- Erano tutti miei figli di Arthur Miller. National Theatre di Londra (2001)
- Tre sorelle di Anton Čechov. National Theatre di Londra (2003)
- Ifigenia in Aulide di Euripide. National Theatre di Londra (2004)
- L'anitra selvatica di Henrik Ibsen. Donmar Warehouse di Londra (2005)
- Teresa Raquin da Émile Zola. National Theatre di Londra (2006)
- Les Liaisons Dangereuses di Christopher Hampton. American Airlines Theatre di Broadway (2008)
- Intrigo e amore di Friedrich Schiller. Donmar Warehouse di Londra (2011)
- The Normal Heart di Larry Kramer. National Theatre di Londra (2021)
- Medea di Euripide. @sohoplace di Londra (2023)

## Riconoscimenti
- Grammy Award
  - 2019 – Candidatura al miglior album di un musical teatrale per Jesus Christ Superstar Live in Concert
- Premio Laurence Olivier
  - 1991 – Candidatura al miglior attore non protagonista per Never the Sinner
  - 2001 – Miglior attore non protagonista per Erano tutti miei figli
  - 2022 – Candidatura al miglior attore per The Normal Heart
- Outer Critics Circle Award
  - 2008 – Candidatura al miglior attore in un'opera teatrale per Les Liaisons Dangereuses
- Screen Actors Guild Award
  - 2020 – Candidatura al miglior cast in una serie drammatica per The Crown
- Theatre World Award
  - 2008 – Miglior debutto a Broadway per Les Liaisons Dangereuses
- Tony Award
  - 2008 – Candidatura al miglior attore protagonista in un'opera teatrale per Les Liaisons Dangereuses

## Doppiatori italiani
Nelle versioni in italiano delle opere in cui ha recitato, Ben Daniels è stato doppiato da:
- Massimo Lodolo in Passione nel deserto, Spooks, The Exorcist
- Stefano Benassi in Law & Order: UK, L'amore oltre la guerra
- Sandro Acerbo in Davide
- Tony Sansone in Conspiracy - Soluzione finale
- Massimiliano Virgilii in House of Cards - Gli intrighi del potere
- Alessio Cigliano in Flesh and Bone
- Roberto Accornero in The Crown
- Franco Mannella in Jupiter’s Legacy
- Mauro Gravina ne Il Signore degli Anelli - Gli Anelli del Potere